# Grigny, Rhône
Grigny este o comună în departamentul Rhône din sud-estul Franței. În 2009 avea o populație de 8.777 de locuitori.

## Evoluția populației
| An        | 1975   | 1982  | 1990  | 1999  | 2006  | 2009  |
| --------- | ------ | ----- | ----- | ----- | ----- | ----- |
| Populație | 10.177 | 8.108 | 7.498 | 7.873 | 8.477 | 8.777 |